# The X-Files: The Game
The X-Files Game è un videogioco d'avventura del 1998 sviluppato da Hyperbole Studios e basato sulla serie televisiva X-Files. Il gioco è composto da sette dischi nella versione per personal computer e quattro compact disc nella conversione per PlayStation. Negli Stati Uniti d'America il titolo ha venduto oltre un milione di copie.